# 三人がいっぱい
『三人がいっぱい』（さんにんがいっぱい）は、1982年4月5日から同年9月27日までテレビ東京の月曜22:30 - 23:00（JST）に放送されたトーク番組である。

## 概要
しゃれた都会的センスで構成されたトークショー。おやっと思わせる三人、なるほどとうなずける三人が登場し、意外な交友を見せる。